# The Cop – Crime Scene Paris
The Cop – Crime Scene Paris (Originaltitel: Jo) ist eine international koproduzierte Action-Krimiserie von der französischen Produktionsfirma Atlantique Productions und der belgischen Produktionsfirma Stromboli Pictures in Kooperation mit den Fernsehsendern TF1 (Frankreich), RTBF (Belgien), RTS (Schweiz), ORF (Österreich) und Sat.1 (Deutschland).

## Handlung
In der Serie geht es um Jo St.Clair, der schon seit vielen Jahren bei der Pariser Mordkommission ist und bekannt dafür ist, dass er die schwierigsten und mysteriösesten Mordfälle lösen kann. Er kann genauso wie die Serienkiller denken, nach denen er sucht, und kann sich deshalb besonders gut in diese Serienkiller hineinversetzen. Deswegen ist er brillant und furchteinflößend. Zusammen mit seinem Partner Marc Bayard steht er nun wieder vor einem besonders komplizierten Fall. Eine Reihe an Morden passiert in Paris, immer jeweils an einem der berühmtesten Schauplätze der Stadt. Leichen werden gefunden am Eiffelturm, vor der Notre-Dame und in den Katakomben. Jo und Bayard müssen den Mörder finden, bevor alle Sehenswürdigkeiten in Paris zu einem Tatort werden. Gleichzeitig quälen Jo private Probleme. Er will mit seiner Tochter Adèle anknüpfen, wozu er die Hilfe der Nonne Karyn benötigt.
In der achten Folge kommt es durch das Auftreten der Figur von Madeleine Haynes alias Nicole Wallace zu einem Crossover mit der Serie Criminal Intent – Verbrechen im Visier.

## Besetzung
- Jean Reno (Synchronsprecher: Joachim Kerzel): Joachim „Jo“ Saint-Clair ist der Sohn einer Prostituierten, weshalb ihm der Name der Straße gegeben wurde, in der er geboren wurde: Saint-Clair. Schon seit seiner Kindheit liebt er die Stadt Paris und hat sich darüber viel Wissen angeeignet. In seinem Leben hat Jo bereits viel durchgemacht und hatte Probleme mit Alkohol, Drogen und Frauen. Nun versucht er mit seiner Tochter Adèle einen Neustart.
- Jill Hennessy (Synchronsprecherin: Anke Reitzenstein): Schwester Karyn ist eine unorthodoxe Nonne, die auch nicht das traditionelle Gewand einer solchen trägt. Sie ist Jos Vertraute und Freundin. Sie hilft ihm dabei, mit seiner Tochter Adèle erneut Kontakt aufzunehmen. Mit 19 Jahren erlitt sie einen schweren Verlust und richtete seitdem ihr Leben nach Gott aus. Sie betreibt ein Flüchtlingshaus für Prostituierte und war wie eine Mutter für Adèle.
- Tom Austen (Synchronsprecher: Tobias Nath): Marc Bayard ist ein entschlossener und enthusiastischer junger Polizist, der es schnell in die hohen Ränge der Polizei geschafft hat. Er arbeitet nun schon seit zwei Jahren mit Jo zusammen und führt eine Art Vater-Sohn Beziehung mit ihm. Bayard ist verheiratet und seit kurzem selbst Vater, hat aber Schwierigkeiten, seine Familie und seinen Job unter einen Hut zu bringen.
- Orla Brady (Synchronsprecherin: Melanie Pukaß): Béatrice Dormont ist Jos Vorgesetzte und Freundin.
- Heida Reed (Synchronsprecherin: Kaya Marie Möller): Adèle Gauthier ist Jos Tochter.
- Celyn Jones (Synchronsprecher: Robert Louis Griesbach): Nick Normand ist der Experte für Computer und Zahlen der Einheit.
- Wunmi Mosaku: Angélique Alassane ist die verantwortliche Person der medizinischen Berichte der Einheit.
- Sean Pertwee: Charlie
- Chris Brazier: Yannick Morin

## Produktion
Die Produktion begann auf der Île de la Cité um 16:00 Uhr am 16. Juli 2012 und dauerte 88 Tage.
Die Serie wurde in Paris (und seinen Vororten) bis zum 8. November 2012 gedreht und ist damit die erste englischsprachige Serie, die ganz in der französischen Hauptstadt gedreht wurde. Die Serie wurde klimaneutral produziert. Jede Episode wurde in etwa zehn Tagen gedreht, meistens außerhalb der Studios und das Budget pro Folge betrug zwei Millionen Euro (16 Millionen Euro für die ganze Staffel), davon gab TF1 900.000 Euro pro Folge (7,2 Millionen für die ganze Staffel) aus.

## Ausstrahlung
Belgien und Frankreich
In Belgien begann die französischsprachige Erstausstrahlung der ersten Staffel am 18. April 2013 und endete am 9. Mai 2013. Die Serie wurde jeden Donnerstag in Doppelfolgen auf La Une ausgestrahlt. Man hatte insgesamt 296.650 Zuschauer. In Frankreich begann die Erstausstrahlung der ersten Staffel am 25. April 2013 und endete am 16. Mai 2013. Die Serie wurde jeden Donnerstag ebenfalls in Doppelfolgen auf TF1 ausgestrahlt. Im Durchschnitt wurde die Serie von 6,2 Millionen Franzosen gesehen.
Im Juni 2013 gab TF1 die Einstellung der Serie bekannt. Als Grund wurden die zu geringen Einschaltquoten in Relation zu den hohen Produktionskosten genannt.
Schweiz
In der Schweiz soll die französischsprachige Version auf dem Fernsehsender RTS gezeigt werden. Eine Ausstrahlung in deutscher Sprache fand noch nicht statt.
Deutschland und Österreich
In Österreich wurde die Serie seit dem 3. Juli 2013 jeden Mittwoch auf ORF eins ausgestrahlt und ist somit die deutschsprachige Erstausstrahlung. Zur Premiere wurden zwei Folgen ausgestrahlt.
In Deutschland wurde die Serie seit dem 4. Juli 2013 jeden Donnerstag auf Sat.1 ausgestrahlt.
International
International wurden die Ausstrahlungsrechte in über 140 Länder verkauft. Die Erstausstrahlung  in Italien begann auf dem Sender Fox Crime am 17. Januar 2013, wo sie jeden Donnerstag lief. Außerdem wurde die Serie in Polen, Griechenland, Zypern, Argentinien, Bolivien, Chile, Kolumbien, in Costa Rica, in der Dominikanischen Republik, in Ecuador, Honduras, Mexiko, Panama, Paraguay, Peru, Uruguay, Venezuela, Spanien und in Brasilien ausgestrahlt, bevor die französische Erstausstrahlung erfolgte. Danach wurde die Serie auch in Portugal, Irland, im Vereinigten Königreich, in Ungarn, Angola, Mosambik und Südafrika ausgestrahlt.

## Episodenliste
| Folge | Deutscher Titel      | Französischer Titel | Italienischer Titel    | Deutschsprachige Erstausstrahlung (ORF) | Französischsprachige Erstausstrahlung (La Une / TF1) | Italienische Erstausstrahlung (Fox Crime) |
| ----- | -------------------- | ------------------- | ---------------------- | --------------------------------------- | ---------------------------------------------------- | ----------------------------------------- |
| 1     | Notre Dame           | Notre-Dame          | Il giudizio universale | 3. Juli 2013                            | 18. Apr. 2013 / 25. April 2013                       | 17. Jan. 2013                             |
| 2     | Place de la Concorde | Concorde            | Incinta di tre mesi    | 3. Juli 2013                            | 18. Apr. 2013 / 25. April 2013                       | 31. Jan. 2013                             |
| 3     | Hôtel des Invalides  | Invalides           | Presunto colpevole     | 10. Juli 2013                           | 25. Apr. 2013 / 2. Mai 2013                          | 7. Feb. 2013                              |
| 4     | Eiffelturm           | Pigalle             | Un'infanzia difficile  | 17. Juli 2013                           | 25. Apr. 2013 / 2. Mai 2013                          | 24. Jan. 2013                             |
| 5     | Place Vendôme        | Place Vendôme       | Stare al gioco         | 24. Juli 2013                           | 2. Mai 2013 / 9. Mai 2013                            | 14. Feb. 2013                             |
| 6     | Le Marais            | Le Marais           | Le Marais              | 31. Juli 2013                           | 2. Mai 2013 / 9. Mai 2013                            | 21. Feb. 2013                             |
| 7     | Die Oper             | Opera               | L'opera                | 7. Aug. 2013                            | 9. Mai 2013 / 16. Mai 2013                           | 28. Feb. 2013                             |
| 8     | Die Katakomben       | Catacombs           | Catacombe              | 7. Aug. 2013                            | 9. Mai 2013 / 16. Mai 2013                           | 7. März 2013                              |

### Episodenreihenfolge
Die internationalen Fox-Sender in Afrika, Griechenland, Irland, Italien, Lateinamerika, Polen, Portugal, Spanien und im Vereinigten Königreich haben die Serie in einer anderen Episodenreihenfolge als in Belgien, Frankreich, Deutschland und Österreich ausgestrahlt. Namentlich wird Folge 4 (Eiffelturm) als 2. Folge ausgestrahlt. Dies führt dazu, dass die fortlaufende Nebenhandlung um Jos Tochter und ihren Freund unlogisch wird.
Darüber hinaus gibt es auch unterschiedliche Bearbeitungen an einzelnen Folgen. Neben der Veränderung des Vorspannes und der Titelmusik wurden in der französisch-belgischen Version mehrere Szenen geschnitten oder ersetzt, Musiktitel geändert und verschiedene Farbkorrekturen durchgeführt.

## DVD-Veröffentlichung
Die erste Staffel in Deutschland wurde am 9. August 2013 auf DVD und Blu-ray veröffentlicht.